# رهاب المرض
رُهاب المرض (بالإنجليزية: Nosophobia)‏ هو خوف غير عقلاني من مرض محدد. وهو يتعلق بالمراق ، فالشخص الذي يعاني من المراق لديه عدد من الأعراض الجسدية التي يعتقد أن المرض قد سببها. أما الذي يعاني من رهاب المرض فهو يخاف من مرض محدد، ويصبح على قناعة أن لديه أعراض ذلك المرض.

## المرجع
1. ↑  Nosophobia نسخة محفوظة 06 سبتمبر 2015 على موقع واي باك مشين.